# Jean Parisot de La Valette
Jean Parisot de La Valette (1494/1498? – 21. srpna 1568) byl maltézský rytíř francouzského původu, 49. velmistr řádu (1557–1568). 

## Život

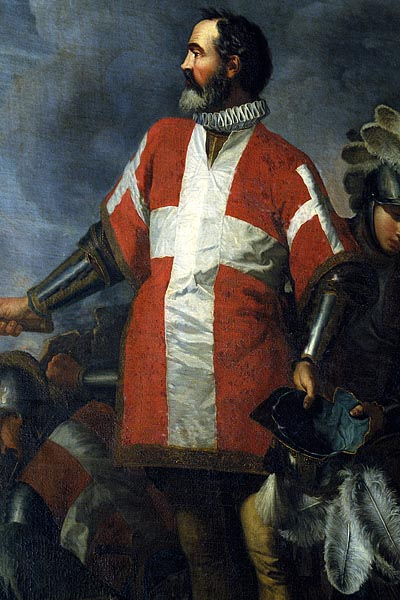
Jean Parisot de La Valette

Jeho pomník s nadživotní ležící sochou je v Památníku u přístavu ve Valletta.
Ve svých dvaceti letech vstoupil do Řádu svatého Jana Jeruzalémského a od té doby se už nikdy nevrátil do rodného kraje. I přes život válečného mnicha, byl otcem nemanželské dcery. Jako osmadvacetiletý přežil obléhání Rhodu a pak pozvolna postupoval v řádové hierarchii. Stal se komturem v Lango, velkopřevorem v Saint-Gilles a roku 1537 povýšil na guvernéra Tripolisu. Následně se vrátil na moře jako kapitán válečné galéry.
V roce 1541 v námořní bitvě s Turky přišel o svou loď San Giovanni Battista a jako těžce zraněný padl do zajetí. Díky svému zranění a své hodnosti se vyhnul práci otroka na galéře a než ho řád vyměnil ze zajetí naučil se plynule arabsky a turecky. Krom rodné francouzštiny hovořil plynně navíc ještě španělsky, italsky a řecky. Po návratu ze zajetí na sebe upozornil, že během pěti let v bojích ve Středomoří se dokázal zmocnit více než padesáti nepřátelských galér.
V roce 1554 byl zvolen vrchním velitelem řádového loďstva a velmistrovým zástupcem. V roce 1557 byl zvolen 49. velmistrem řádu. Vedl úspěšnou obranu Malty proti osmanským vojskům za velkého obležení Malty. Založil současné hlavní město Malty Vallettu.
Jean de La Valette podlehl mozkové mrtvici, která ho postihla během sokolničení 21. srpna 1568. Podle jeho současníků za jeho smrt mohlo horko, ale také smrt jeho nemanželské dcery, kterou jen tři týdny předtím zabil žárlivý manžel.